# Traité des Chittagong Hill Tracts de 1997
Le traité des Chittagong Hill Tracts de 1997 est un accord de paix signé le 2 décembre 1997 à Dhaka entre le gouvernement du Bangladesh et la Parbatya Chattagram Jana Sanghati Samity (PCJSS), l' « association de solidarité des peuples des Chittagong Hill Tracts ». Quelques groupes et organisations représentant ces populations ont rejeté l'accord.